# Ribe Jernindustri

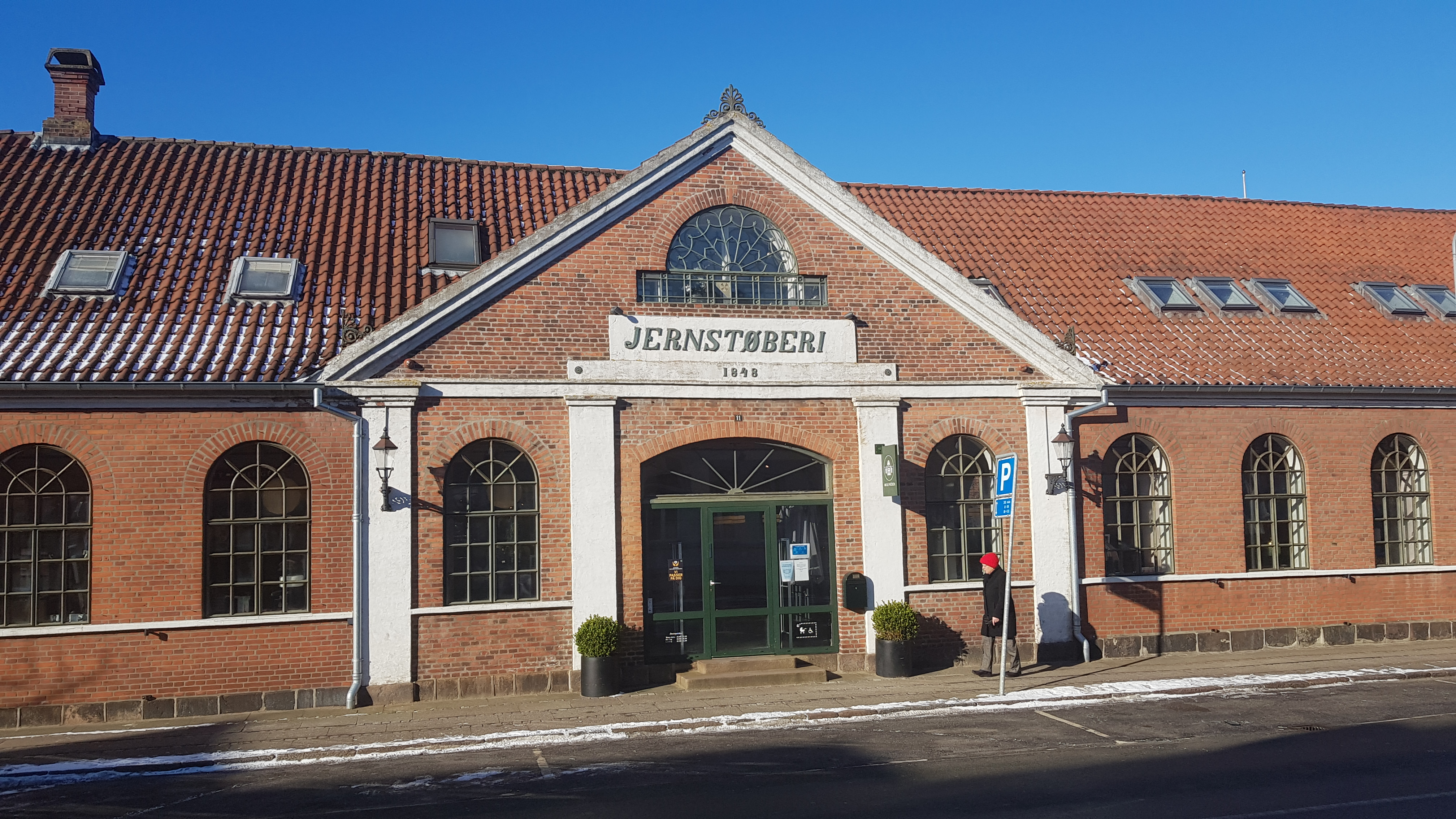
Eingang des Gießereigebäudes von 1848

Das Unternehmen Ribe Jernindustri in der dänischen Stadt Ribe bestand von 1848 bis 2018. Es gehörte zu den ältesten und wichtigsten Produktionsfirmen der Stadt. Auf dem Areal soll ein neues Stadtquartier entstehen.

## Geschichte
Im Jahr 1848 ließ Frederik von Stöcken an der Saltgade eine Eisengießerei (dänisch Jernstøberi) errichten. Der Gießer Jens Axelsen führte das Unternehmen erfolgreich. Im Jahr 1849 produzierten elf Arbeiter und zehn Tagelöhner 153.000 Pfund Gusseisen. Anfang 1855 geriet die Firma in ernsthafte Probleme, da es nicht möglich war, Roheisen aus England zu beziehen. Stöcken zahlte Axelsen und Bjelke, die einen kleinen Anteil am Unternehmen hielten, aus und übernahm die Leitung als Alleineigentümer. Am 1. Mai 1855 erhielt er ein königliches Privileg als Eisengießer. Der Deutsch-Dänische Krieg von 1864 traf das Unternehmen hart, da ein Großteil des Absatzgebiets wegfiel. Die Zahl der Stammarbeiter sank von 17 auf 10. Stöcken setzte sich deshalb auch für einen Bahnhof in Ribe ein.
Der Juwelier Rasmus Marius Jacobsen Obbekjer übernahm das Unternehmen bis 1907. Sein Erbe Hans Peter Ingerslev Obbekjer hatte Ingenieurwesen in Deutschland studiert und führte die Firma zur Blütezeit. Er stellte bevorzugt dänische Ingenieure mit deutscher Ausbildung ein. Das Gelände wurde nach Westen erweitert und eine ehemalige Zeppelinhalle aus Tønder errichtet.

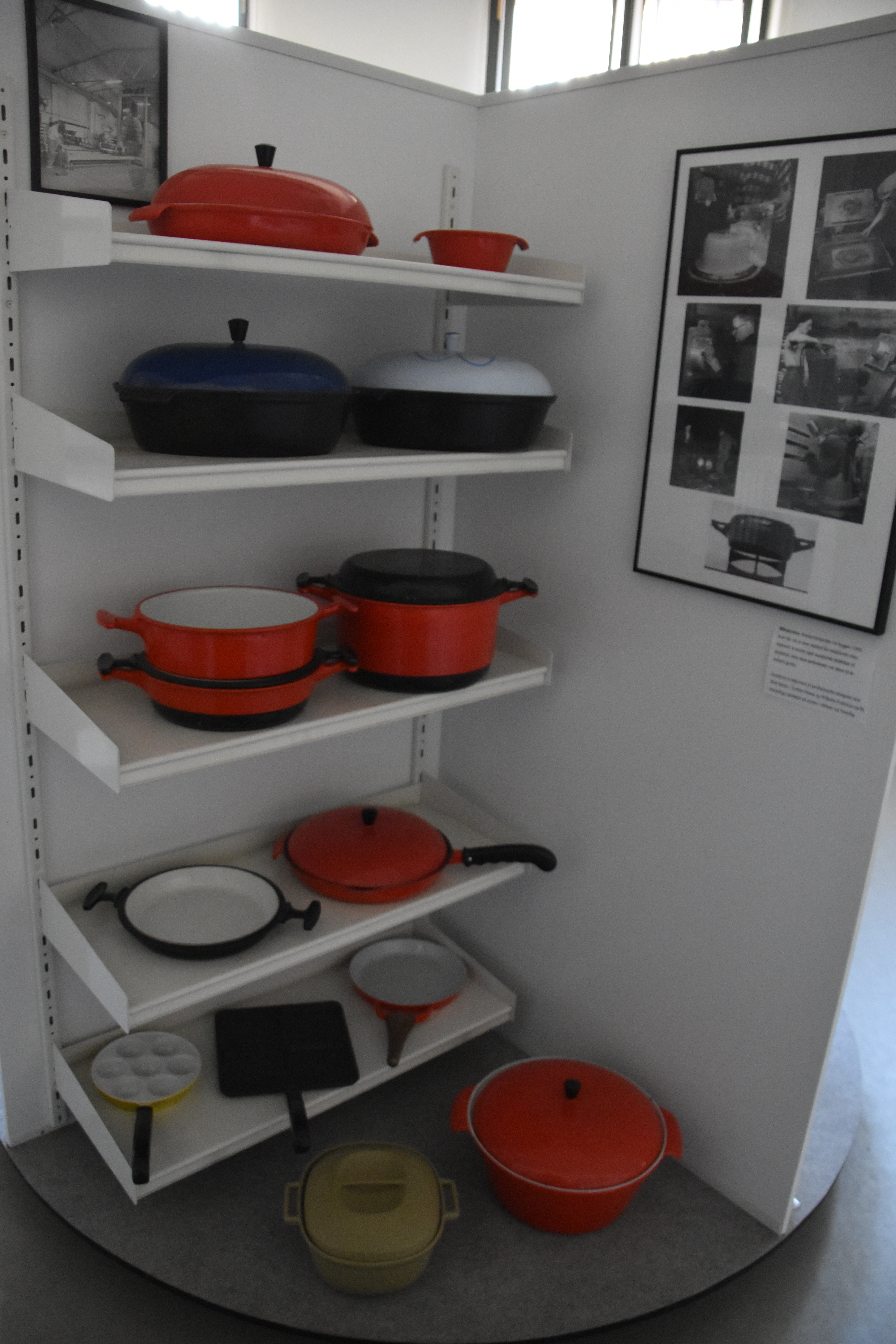
Kochgeschirr Ribe Gryden

Im August 1956 wurde die Gießerei eine Aktieselskab (A/S). Sie gehörte in den 1960er Jahren zu den ersten dänischen Unternehmen, die türkische Arbeitskräfte anwarben. Bekannt wurde ihre Marke Ribe Gryden, unter der Kochtöpfe und Kochgeschirr produziert wurde. Im Jahr 1973 wurde der Gießereibetrieb in Ribe eingestellt. Schwerpunkt wurde die Produktion von Flachheizkörpern unter dem Markennamen RIO Panel. Es bestanden Zweigwerke in Tønder und Greve.
In den 2010er Jahren geriet die Firma zunehmend unter den Druck osteuropäischer und türkischer Wettbewerber, insbesondere bei Standardprodukten. Pläne das gesamte Unternehmen an einen der Marktführer zu verkaufen scheiterten. Ein weiterer Plan sah einen groß angelegten Umzug in das Industriegebiet Ribe Nord vor. Für das innenstadtnahe Firmengelände wurde 2017 ein städtebaulicher Wettbewerb ausgeschrieben.
Der produzierende Teil der Ribe Jernindustri ging im September 2018 in Insolvenz. Von dieser waren 65 Mitarbeiter betroffen. Die Preise einiger Produkte waren unter das Niveau der Einstandspreise gefallen. Profitable Produktsegmente gingen an Wettbewerber.

## Gebäude
Das langgestreckte Gießereigebäude von 1848 wurde mit dem Wachstum des Unternehmens zu einem Verwaltungsgebäude umgewidmet. Es dient heute als Bürogebäude für verschiedene Unternehmen. T-förmig schließt sich hinten eine weitere Gießhalle an, die ebenfalls als Baudenkmal erhalten ist.

## StadtteilJernstøberiet
Im Zusammenhang mit dem geplanten Umzug des Unternehmens wurde 2017 ein Wettbewerb ausgeschrieben und ein Masterplan für das Firmengelände entwickelt. Es wird als größtes bzw. größtes zusammenhängendes Entwicklungsprojekt der Stadtgeschichte bezeichnet. Beteiligt sind unter anderem die Gemeinde Esbjerg und der Fonds Realdania. Das Gewinnerteam wurde am 12. Oktober 2017 bekannt gegeben. Der Entwurf sieht eine Bebauung mit zwei bis zweieinhalbstöckigen Wohngebäuden vor. Die Blickachsen sind auf den Dom und die Moore am Ribe Å ausgerichtet. Das geplante Stadtquartier erhielt vorläufig den Namen Jernstøberiet (Die Eisengießerei). Zur Grundversorgung gehört die Filiale eines deutschen Discounters.